# Vrsar
Vrsar (em italiano:  Orsera) é um município da Croácia, situado no condado da Ístria. Tem 14,91 km² de área e sua população em 2011 foi estimada em 2.162 habitantes.